# Escuela Nacional de Protección Civil
La Escuela Nacional de Protección Civil (ENPC) es un centro de formación español cuyo objetivo es el mantenimiento y mejora de las capacidades del Sistema Nacional de Protección Civil a través de la formación en esta materia de sus recursos humanos.
La ENPC se creó en 1990 y, en la actualidad, se integra en el Ministerio del Interior, a través de la Subdirección General de Formación y Relaciones Institucionales de la Dirección General de Protección Civil y Emergencias.

## Funciones
La Ley 17/2015, de 9 de julio, del Sistema Nacional de Protección Civil define a esta institución como un «instrumento vertebrador de la formación especializada y de mandos de alto nivel» y le asigna las siguientes funciones:

- Formar y entrenar al personal de los servicios de protección civil de la Administración General del Estado y de otras instituciones públicas y privadas, mediante los correspondientes convenios, en su caso, así como a personas de otros colectivos que sean de interés para el Sistema Nacional de Protección Civil.
- Desarrollar acciones de I+D+i en materia de formación de protección civil.
- Colaborar con los centros de formación de protección civil de las otras Administraciones Públicas.
- Colaborar en las actividades de formación que se prevean en el marco del Mecanismo de Protección Civil de la Unión o de otras iniciativas europeas para favorecer la interoperabilidad de los equipos y servicios. Igualmente podrá llevar a cabo actividades de formación a favor de otros Estados o de instituciones extranjeras o internacionales.
- La Escuela Nacional de Protección Civil, previa autorización de los Ministerios de Educación y Formación Profesional y de Trabajo y Economía Social, respectivamente, podrá impartir las acciones conducentes a la obtención de los títulos oficiales de formación profesional y certificados de profesionalidad relacionados con la protección civil.